# Резолюция Европейского парламента от 2 апреля 2009 года о европейской совести и тоталитаризме
Резолюция Европейского парламента от 2 апреля 2009 года «Европейская совесть и тоталитаризм» — это резолюция Европейского парламента, принятая 2 апреля 2009 года голосованием 533-44 голосов при 33 воздержавшихся, в которой Европейский парламент осудил преступления тоталитаризма и призвал признать «нацизм, сталинизм, фашистские и коммунистические режимы общим наследием» и к «честному и тщательному обсуждению их преступлений в прошлом веке». Резолюция также призвала принять ряд мер для повышения осведомленности общественности о тоталитарных преступлениях.
Соавторами резолюции выступили
- Тунне Келам, Гуннар Хёкмарк, Ласло Тёкеш и Яна Губашкова от имени Европейской народной партии
- Аннеми Нейтс-Уйттебрук и Иштван Сент-Иваньи от имени Альянса либералов и демократов за Европу
- Гизела Калленбах и Милан Горачек от имени Зелёных — Европейского свободного альянса
- Ханна Фолтын-Кубицка, Войцех Рошковски, Гиртс Валдис Кристовскис, Адам Белян, Роберт Зиле, Здислав Збигнев Подкански, Инесе Вайдере и Мирослав Мариуш Пиотровски от имени Союза за Европу наций.

## Резолюция
В резолюции выражается «уважение ко всем жертвам тоталитарных и недемократических режимов в Европе» и «[воздает] дань уважения тем, кто боролся против тирании и угнетения», «[подчеркивает] важность сохранения памяти о прошлом, поскольку не может быть примирения без правды и памяти», «[подтвердила] свою единую позицию против любого тоталитарного правления, независимо от идеологического происхождения», «[осудила] решительно и безоговорочно все преступления против человечности и массовые нарушения прав человека, совершенные всеми тоталитарными и авторитарными режимами», «[выразила] жертвам этих преступлений и членам их семей свое сочувствие, понимание и признание их страданий».
Принимая во внимание свою декларацию от 23 сентября 2008 года о провозглашении 23 августа Европейским днем памяти жертв сталинизма и нацизма, Европейский парламент призвал государства-члены к его исполнению, «чтобы этот день отмечался достойно и беспристрастно». Далее в резолюции содержится призыв к «созданию Платформы европейской памяти и совести для поддержки сетевого взаимодействия и сотрудничества между национальными исследовательскими институтами, специализирующимися на тоталитарной истории, а также к созданию общеевропейского центра документации/мемориала жертв всех тоталитарных режимов».
Резолюция также призвала «Совет и Комиссию поддержать и защитить деятельность неправительственных организаций, таких как „Мемориал“ в Российской Федерации, которые активно занимаются исследованием и сбором документов, связанных с преступлениями, совершенными в сталинский период».

## История и последствия
Резолюции Европейского парламента предшествовали резолюция 1481 Совета Европы, Европейские общественные слушания о преступлениях, совершенных тоталитарными режимами, Пражская декларация о европейской совести и коммунизме, Европейские общественные слушания о европейской совести и преступлениях тоталитарного коммунизма: 20 лет спустя, а также провозглашение Европейским парламентом в 2008 году Европейского дня памяти жертв сталинизма и нацизма.
Вильнюсская декларация Организации по безопасности и сотрудничеству в Европе подтвердила призыв занять «единую позицию против любого тоталитарного правления, независимо от идеологической подоплеки».
Платформа европейской памяти и совести была создана по инициативе польского председательства в ЕС в 2011 году.